# Asthenes
Az Asthenes  a madarak (Aves) osztályának verébalakúak (Passeriformes) rendjébe és a fazekasmadár-félék (Furnariidae) családjába tartozó nem. Az ide tartozó fajok besorolása nem egységes, a változásokat, nem minden szervezet fogadja el.

## Rendszerezésük
A nemet Carl Reichenbach írta le, 1853-ban, az alábbi fajok tartoznak ide:
- Asthenes baeri
- Asthenes huancavelicae[1] vagy Asthenes dorbignyi huancavelicae[2]
- Asthenes berlepschi
- Asthenes dorbignyi
- Asthenes arequipae[1] vagy Asthenes dorbignyi arequipae[2]

- Asthenes luizae
- Asthenes hudsoni
- Asthenes urubambensis
- Asthenes flammulata
- Asthenes virgata
- Asthenes maculicauda
- Asthenes humilis
- halvány kosarasmadár (Asthenes modesta)
- Asthenes anthoides
- Asthenes wyatti
- Asthenes sclateri
- Asthenes moreirae[1] vagy Oreophylax moreirae[2]
- Asthenes pyrrholeuca
- Asthenes heterura
- Asthenes ottonis
- Asthenes pudibunda

Egyes szervezet a Schizoeaca nembe sorolják ezeket a fajokat:
- szemgyűrűs tűfarkúcinege (Asthenes palpebralis[1] vagy Schizoeaca palpebralis)[2]
- Asthenes vilcabambae[1] vagy Schizoeaca vilcabambae[2]
- Asthenes ayacuchensis[1] vagy Schizoeaca vilcabambae ayacuchensis[2]
- Asthenes harterti[1] vagy Schizoeaca harterti[2]
- Asthenes coryi[1] vagy Schizoeaca coryi[2]
- Asthenes perijana[1] vagy Schizoeaca perijana[2]
- Asthenes fuliginosa[1] vagy Schizoeaca fuliginosa[2]
- Asthenes griseomurina[1] vagy Schizoeaca griseomurina[2]
- Asthenes helleri[1] vagy Schizoeaca helleri[2]

Egyes szervezet a Pseudasthenes nembe sorolják ezeket a fajokat:
- Asthenes cactorum[2] vagy Pseudasthenes cactorum[1]
- Asthenes humicola[2] vagy Pseudasthenes humicola[1]
- Asthenes patagonica[2] vagy Pseudasthenes patagonica[1]
- Asthenes steinbachi[2] vagy Pseudasthenes steinbachi[1]